# Myrtaceae

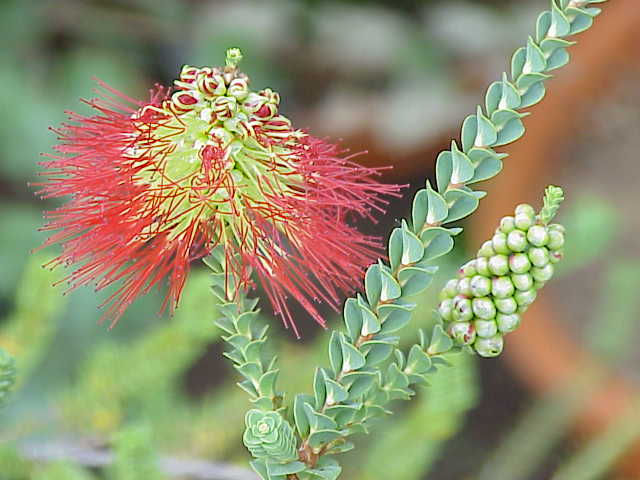
Un ejemplo de un género de la familia: Beaufortia orbifolia

Las mirtáceas (Myrtaceae) son una familia de plantas arbóreas o arbustivas, generalmente perennifolias cítrico y aromáticas, perteneciente al orden Myrtales. Consta de unos 130 géneros aceptados  —de los cuales 25 son monoespecíficos—  y unas 5900 especies admitidas, de las casi 14 000 descritas. Prosperan principalmente en el Hemisferio Sur (especialmente en Australia y América tropical), con unos pocos representante en otras partes del mundo, incluida Europa. La familia integra plantas excepcionales, tales como las eudicotiledóneas más altas —110-140 m— del planeta (Eucalyptus) y el género específicamente más prolífico —1200‒1800 especies—  que existe (Syzygium).

## Descripción
Existe tales variaciones en el porte, las hojas, las flores y los frutos, que toda descripción a nivel familiar tiene que quedarse en generalidades prácticas y, para diagnosis más finas, remitirse a descripciones infrafamilia, por ejemplo tribus y géneros.
La familia está conformada por árboles, arbustos o subarbustos, generalmente perennifolios, que pueden alcanzar alturas considerables; el tronco tiene frecuentemente una corteza escamosa que se desprende en grandes placas/lascas irregulares. También, son habitualmente aromáticos (canales o ampollas secretoras llenas de aceites esenciales —fundamentalmente compuestos terpénicos—)  y, frecuentemente, con células secretoras taníferas dispersas. Las hojas, eventualmente heteromorfas, opuestas o alternas, pero raramente verticiladas, son caracterizadas por sus puntos glandulares hialinos y son muy variables, pero siempre simples y enteras, aunque sentadas o pecioladas y con o sin  estípulas. Las inflorescencias son axilares o terminales, en cima umbeliforme o racemiforme pero también pueden ser de flores solitarias y/o axilares. Dichas flores, a menudo bi bracteoladas, son casi siempre hermafroditas  —pero a  veces  algunas son  unisexuales, como en Eucalyptus—, actinomorfas  o, ocasionalmente, cigomorfas, epíginas o períginas en diverso grado. El perianto tiene un cáliz imbricado con 3-10, habitualmente 4-5 Sépalos, libres o soldados a los pétalos para formar un opérculo (caliptra) que se desprende en la madurez. La corola, algo fugaz, cuenta con 3-6, generalmente 4-5 pétalos libres o  soldados a la caliptra caduca. El androceo está constituido, en la mayoría de los casos,  por numerosos (20–150) estambres, raramente 5 o 10, libres o reunidos en 4-5 fascículos, con los filamentos libres hasta casi la base, y, a veces con algún estaminodio; sus anteras son ditecas, con dehiscencia longitudinal o foraminal. El gineceo tiene 2-5(6) carpelos soldados con el ovario súpero o más o menos ínfero —incluido en un hipanto más o menos desarrollado—, con tantos lóculos como carpelos y de placentación axial; pero, a veces, es unilocular y de placentación  parietal. El estilo es terminal y largo, con un estigma capitado o lobado. Los frutos, son bayas o cápsulas loculicidas e, infrecuentemente, drupas. Las semillas, aladas o no, en general sin endosperma, tienen la testa dura.

## Distribución y hábitat
DistribuciónLos representantes de la familia son originarios principalmente de las regiones templadas, tropicales y subtropicales de todo el Hemisferio Sur, con algún que otro representante en la Cuenca mediterránea hasta Transcaucasia al este y el Sahara al Sur. Por su interés ornamental o económica/industrial, numerosas especies han sido introducidas fuera de sus respectivas regiones de origen; por ejemplo unas de crecimiento rápido del género Eucalyptus, tan habituales e imponentes en los paisajes de Europa mediterránea. Y una cuantas otras, menos espectaculares  —pero atractivas—  adornan jardines urbanos y privados de muchas ciudades, por ejemplo Syzygium australe y los famosos «limpiabotellas» o «limpiatubos» (diversas especies arbustivas del género Callistemon).
HábitatLa familia ha colonizado a prácticamente todos los hábitats, excepto los septentrionales y árticos y los francamente australes, aunque crecen hasta Patagonia: desde bosques lluviosos tropicales, hasta zonas áridas y desérticas, pasando por mangroves, sabanas, terrenos encharcados y, para sus especies eurasiáticas, riberas mediterráneas.

## Relación con algunos insectos
Muchas abejas sin aguijón se alimentan de Myrtaceae, especialmente especies como Melipona bicolor, que recolectan polen de esta familia de plantas. También se sabe que algunas especies australianas, como Tetragonula hockingsi y T. carbonaria, recolectan resina de las vainas de semillas maduras de Corymbia torelliana, lo que da lugar a una melitocoria, ya que las semillas se quedan pegadas a las corbículas de las abejas y, a veces, los miembros de la colonia las eliminan con éxito. Pero, por lo general, se quedan pegadas en las colmenas o cerca de las entradas de las colmenas, por lo que también suponen una molestia menor para algunos criadores, ya que pueden ocupar mucho espacio. Afortunadamente, solo se sabe que esto ocurre en las zonas orientales de Australia, pero podría ocurrir en otros países vecinos donde algunas especies de Corymbia son nativas.
Los gorgojos de la tribu Cryptoplini (de la subfamilia Curculioninae) utilizan principalmente Myrtaceae como huéspedes. Sus larvas pueden desarrollarse en brotes de flores y frutos, o en agallas (a menudo agallas ya formadas por otros insectos).

## Usos

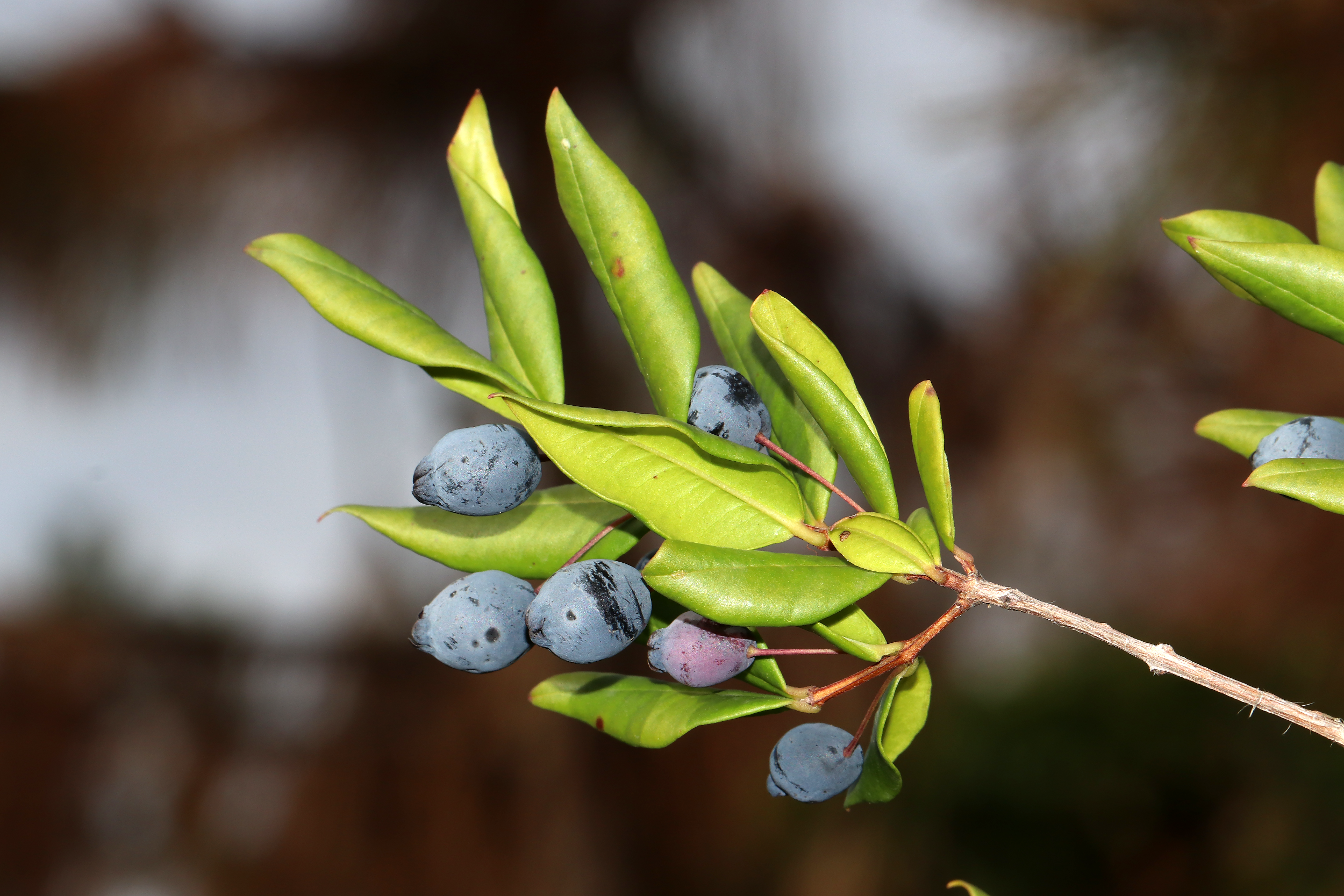
Hojas y fruto de Myrtus communis.

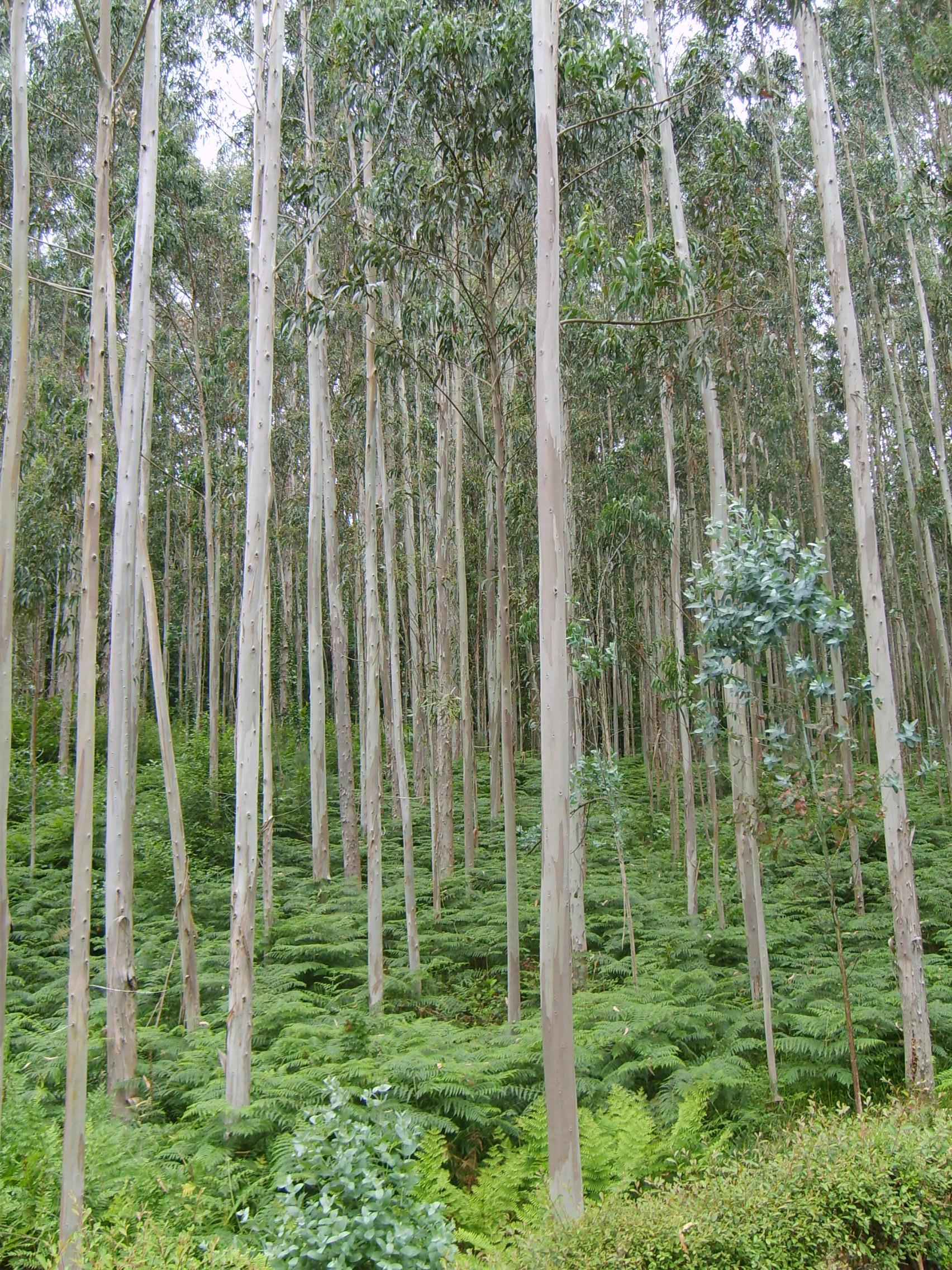
Eucalyptus globulus, Galicia, España.

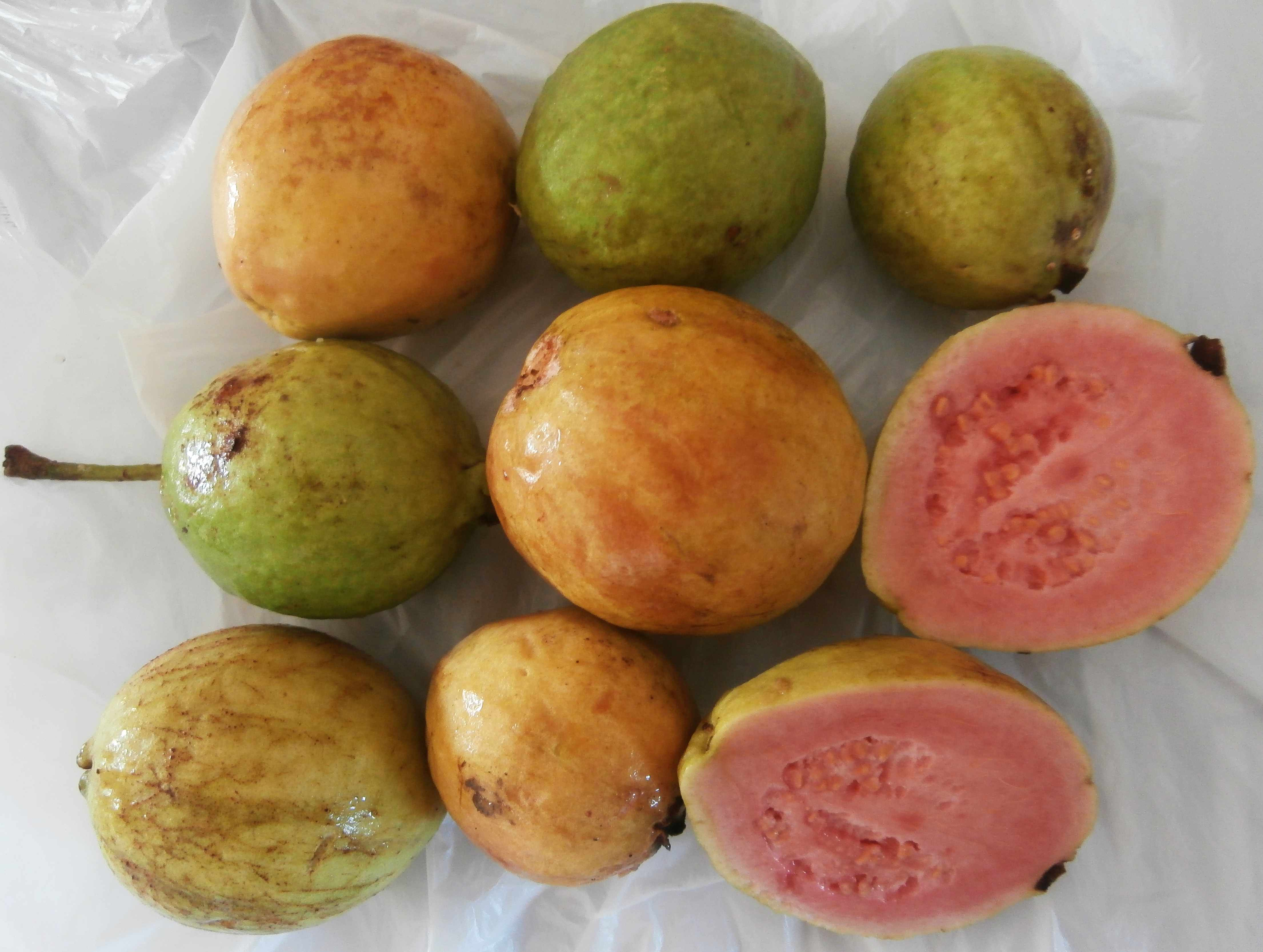
guayaba (Psidium guajava), Cuba.

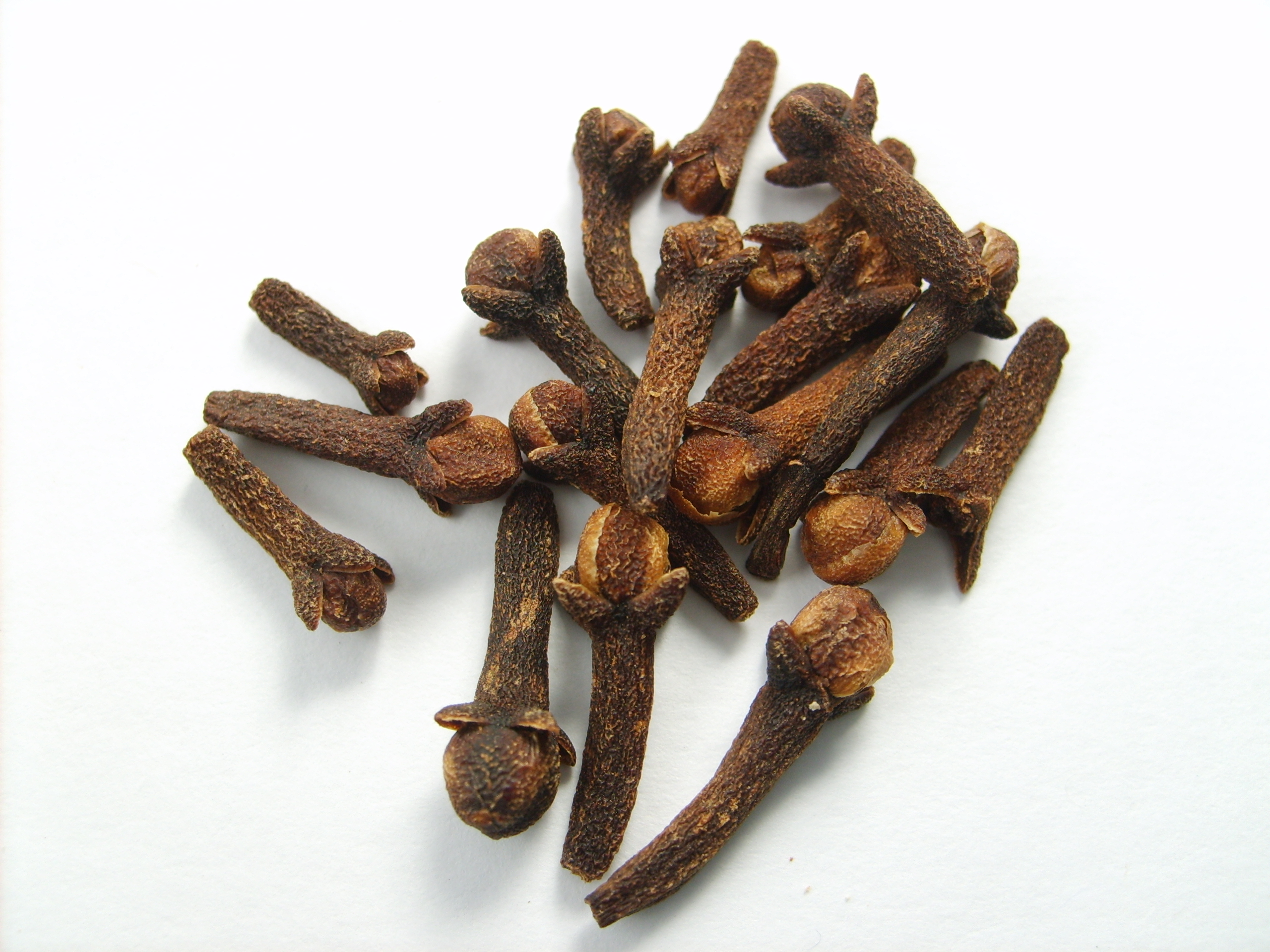
Clavo (Syzygium aromaticum).

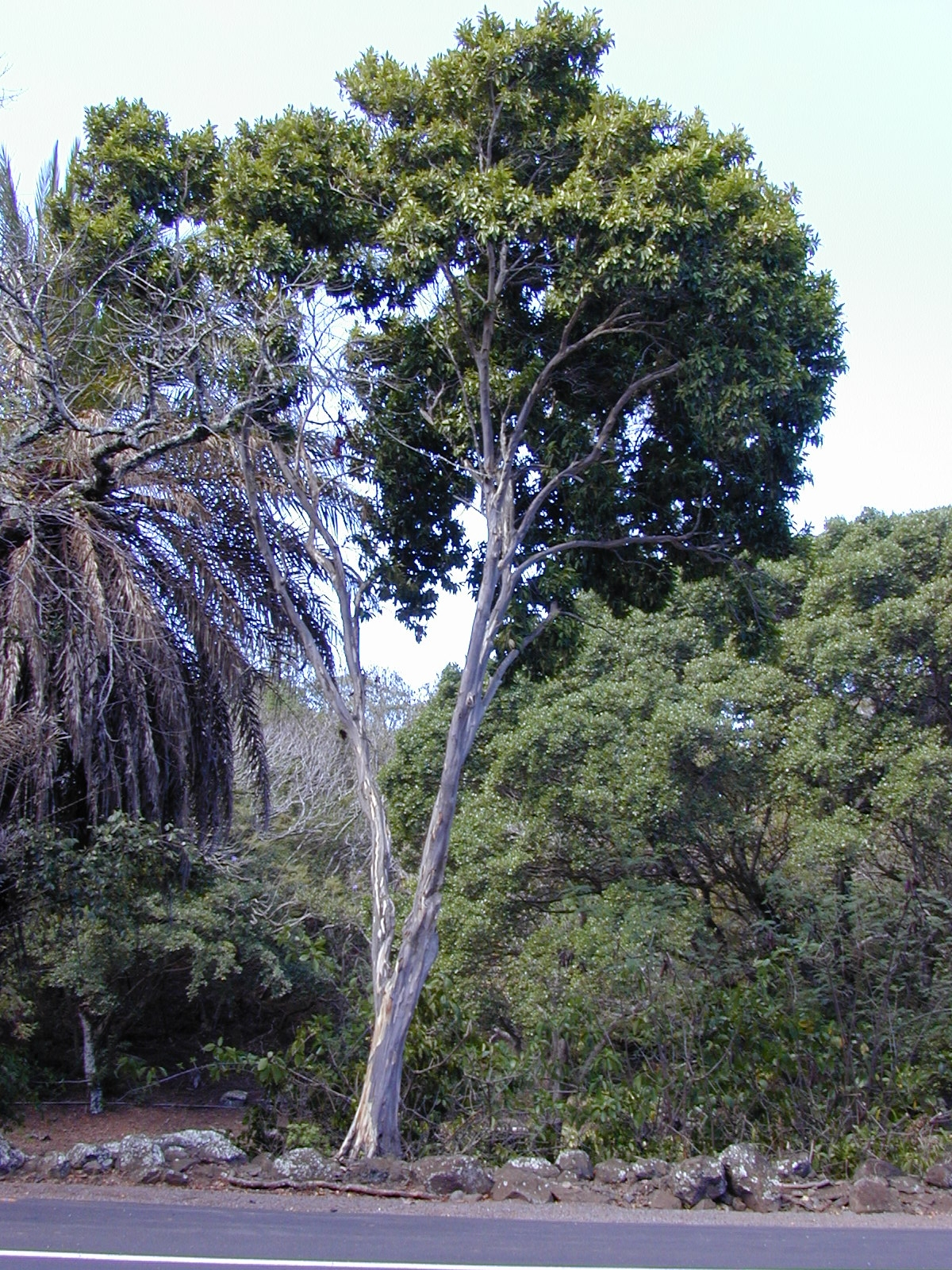
Árbol de Pimenta dioica.

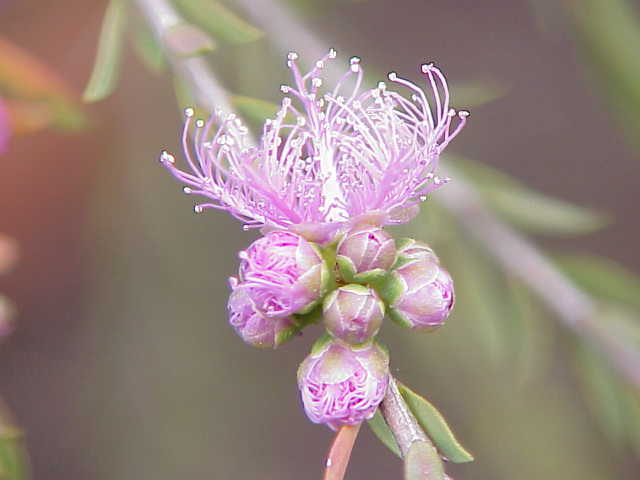
Flor de Melaleuca thymifolia.

### Especies frutales
- Cereza brasileña (Eugenia brasiliensis)
- Cereza de Cayena o pitanguero (Eugenia uniflora)
- Guayaba (Psidium guajava)
- Guayaba brasileña (Feijoa sellowiana)
- Guayaba chilena (Ugni molinae)
- Guayabo peruano (Psidium cattleianum)
- Jamalaca (Syzygium samarangense)
- Comino (Syzygium cumini)
- Syzygium malaccense
- Pumarrosa (Syzigium jambos)
- Mirto rosado (Rhodomyrtus tomentosa)

### Especias
- árbol del clavo (Syzygium aromaticum)
- cuatro especias (Pimenta dioica)

### Especies de esencias
- árbol del té (Melaleuca alternifolia)
- árbol del clavo (Syzygium aromaticum)
- Manuka (Leptospermum scoparium)
- Mirto (Myrtus communis)
- Niaulí (Melaleuca quinquenervia)

### Especies de madera valiosas
- eucalipto rojo (Eucalyptus camaldulensis)

### Especies para madera y pasta de papel
- Eucalyptus

## Taxonomía
La familia ha sido establecida, como «Ordo VII, MYrti, Les Myrtes», por Antoine Laurent de Jussieu y publicada en Genera Plantarum, p.322–323, 1789. El género tipo es Myrtus L. 1753.

### Sinonimia
Se reconocen los siguientes sinónimos:
- Baeckeaaceae Bercht. & J.Presl
- Chamelauciaceae Rudolphi
- Eugeniaceae Bercht. & J. Presl
- Heteropyxidaceae Engl. & Gilg in Engl.
- Kaniaceae Nakai
- Leptospermaceae Bercht. & J. Presl
- Melaleucaceae Vest
- Myrrhiniaceae Arnott
- Psiloxylaceae Croizat[1]

### Subdivisiones
- Subfamilia Myrtoideae Sweet, 1827

Hojas siempre opuestas; flores epíginas; frutos  en baya  o drupa; sobre todo en América.
- Tribus:

- Backhousieae Peter G. Wilson, 2005 (2 gen.)
- Chamelaucieae DC., 1827 (15-16 gen.)
- Eucalypteae Peter G.Wilson, 2005 (7 gen.)
- Kanieae Peter G. Wilson ex Reveal, 2012 (8 gen.)
- Leptospermeae DC., 1827 (8 gen.)
- Lindsayomyrteae Peter G.Wilson, 2005 (1 gen.)
- Lophostemoneae Peter G.Wilson, 2005 (4 gen.)
- Melaleuceae sensu Wilson & al., 2005 (9 gen.)
- Metrosidereae Peter G.Wilson, 2005 (1 gen.)
- Myrteae DC., 1827 (52 gen.)
- Osbornieae Peter G.Wilson, 2005 (1 gen.)
- Syncarpieae Peter G.Wilson, 2005 (1 gen.)
- Syzygieae Peter G.Wilson, 2005 (1 gen.)
- Tristanieae Peter G.Wilson, 2005 (3 gen.)
- Xanthostemoneae Peter G.Wilson, 2005 (3 gen.)

- Subfamilia Psiloxyloideae R.Schmid, 1980

Hojas opuestas o alternas; flores  epíginas o períginas; fruto en cápsula; casi exclusivamente en Australia.
- Tribus:

- Heteropyxideae Harv., 1868 (1 gen.)
- Psiloxyleae A.J.Scott, 1980 (1 gen.)

#### Géneros
Véase: Anexo: Géneros aceptados (y sus eventuales sinónimos) de la Familia Myrtaceae (Orden: Myrtales)
Eucalyptus, Callistemon, Eugenia,

## Citología
El número de cromosomas más habitual en toda la familia es 2n=22, aunque se conocen también números mucho más bajos —hasta n=5— y casos de diploidia y poliploidia —22-88— a nivel intra y interespecífico.

## Historia evolutiva

Classificación APG III (2009), Diagrama del árbol filogenético de las angiospermas.

Los científicos plantean la hipótesis de que la familia Myrtaceae surgió hace entre 60 y 56 millones de años (Mya) durante la era del Paleoceno. Se han encontrado fósiles de polen en el antiguo supercontinente Gondwana. La desintegración de Gondwana durante el período Cretácico (hace entre 145 y 66 Mya) aisló geográficamente a taxones disjuntos y permitió una rápida especiación; en particular, géneros que alguna vez se consideraron miembros de la ahora extinta alianza Leptospermoideae ahora están aislados dentro de Oceanía. En general, los expertos coinciden en que la especiación alopátrica es responsable de la diferenciación de los taxones de Myrtaceae, excepto en los casos de las especies de Leptospermum que ahora se encuentran en Nueva Zelanda y Nueva Caledonia, islas que pueden haber estado sumergidas en el momento de la diferenciación a fines del Eoceno.